# Anastrus
Anastrus is een geslacht van vlinders van de familie dikkopjes (Hesperiidae), uit de onderfamilie Pyrginae.

## Soorten
- A. meliboea (Godman & Salvin, 1894)
- A. obliqua (Plötz, 1884)
- A. obscurus Hübner, 1824
- A. peruvianus (Mabille, 1883)
- A. petius (Möschler, 1876)
- A. sempiternus (Butler & Druce, 1872)
- A. tolimus (Plötz, 1884)